# Montréal, Gers
Montréal, tudi Montréal-du-Gers, (gaskonsko Montrejau de Gers) je naselje in občina v južnem francoskem departmaju Gers regije Jug-Pireneji. Leta 2008 je naselje imelo 1.269 prebivalcev.

## Geografija
Naselje leži v pokrajini Gaskonji ob reki Auzoue, 52 km severozahodno od Aucha. Skozenj vodi romarska pot v Santiago de Compostelo z začetkom v Le Puyu, Via Podiensis.

## Uprava
Montréal je sedež istoimenskega kantona, v katerega so poleg njegove vključene še občine Castelnau-d'Auzan, Cazeneuve, Fourcès, Gondrin, Labarrère, Lagraulet-du-Gers, Larroque-sur-l'Osse in Lauraët s 4.741 prebivalci.
Kanton Montréal je sestavni del okrožja Condom.

## Zanimivosti
- galo-rimska vila, Séviac, iz 4. stoletja,
- grad château de Balarin iz 13. in 14. stoletja,
- gotska Marijina cerkev iz 13. stoletja, prenovljena v 17. stoletju; v notranjosti hrani antični mozaik,
- ruševine romanske cerkve sv. Petra, Genens, iz 12. stoletja,
- arheološko najdišče Béon, odkrito leta 1992, eno najpomembnejših paleontoloških mest v Evropi.

## Pobratena mesta
- Wittisheim (Bas-Rhin, Alzacija);